# Joan L. Mitchell
Joan Laverne Mitchell (24 de mayo de 1947 - 2 de diciembre de 2015) fue una informática estadounidense, pionera de la compresión de datos e inventora del formato de imagen digital JPEG, durante su etapa de investigadora en IBM.

## Biografía
Mitchell nació el 24 de mayo de 1947 en Modesto, California. Sus padres era William y Doris Mitchell.
Mitchell obtuvo una beca al mérito escolar (National Merit Scholarship Program) para estudiar en la Universidad de Stanford, donde su trabajo incluyó un proyecto de estudio independiente sobre la dispersión de Brillouin en bromo. In 1969, Mitchell obtuvo su licenciatura en física por la Universidad de Stanford, con distinción y como miembro Phi Beta Kappa. Así, había seguido los pasos de su abuela Eulalia Richardson Mitchell, quien también se obtuvo títulos física por la Universidad de Stanford en 1910 y 1912.
Mitchell cursó estudios de posgrado en física de la materia condensada en la Universidad de Illinois en Urbana–Champaign, obteniendo una maestría en 1971 y un doctorado en 1974. Como parte de su trabajo doctoral, tuvo que aprender programación, que le sirvió para resolver ecuaciones diferenciales que surgiesen en su investigación. Su tesis, Effect of heterovalent impurities co-diffusing with monovalent tracers in ionic crystals, fue supervisada por David Lazarus.

## Trayectoria Científica
Mitchell comenzó a trabajar en el Centro de Investigación Thomas J. Watson de IBM en 1974, en el Grupo de Exploración de Tecnologías de Impresión. Allí, sus invenciones incluyeron un método para la impresión ultrasónica, un método para la impresión por transferencia térmica que luego se utilizó en algunos modelos de la máquina de escribir IBM Selectric, la compresión de datos para máquinas de fax, un sistema de teleconferencia[3][3][7][3][3] y el método codificador Q para la codificación aritmética utilizada en Compresión de imagen JBIG. Entre 1987 y 1994, Mitchell ayudó a desarrollar el estándar JPEG, y se convirtió en coautora, junto a Bill Pennebaker, del primer libro sobre el estándar. Gregory K. Wallace, otro miembro del grupo, recuerda a Mitchell y Pennebaker como "dos de los miembros más perspicaces, enérgicos y prolíficos" del Joint Photographic Experts Group.
A mediados de la década de 1990, Mitchell se mudó del Centro de Investigación Thomas J. Watson a un grupo diferente de IBM en Vermont. Después de un breve descanso como profesora visitante en la Universidad de Illinois, se unió a la División de Sistemas de Impresión de IBM en Colorado. En 2007, IBM vendió la División de Sistemas de Impresión a la empresa japonesa Ricoh, y Mitchell permaneció en empresa conjunta resultante, InfoPrint Solutions. Se retiró en 2009 y murió el 2 de diciembre de 2015.

## Distinciones
Mitchell fue nombrada miembro del Institute of Electrical and Electronics Engineers, IEEE Fellow, en 1999 "por contribuciones al desarrollo de estándares internaciones para la compresión de imagen" y IBM Fellow en 2001,. Además en 2004 fue nombrada miembro de la Academia Nacional de Ingeniería de Estados Unidos "por el liderazgo en el acuerdo de estándares para la creación de fax fotográfico y para la compresión de imagen"  Mitchell recibió el Premio Masaru Ibuka Consumer Electronics otorgado por IEEE en 2011, y forma parte del Hall of Fame de alumnos distinguidos de la Universidad de Illinois en Urbana–Champaign.

## Libros publicados
Mitchell es la autora de:
- JPEG: Still Image Data Compression Standard (with William B. Pennebaker, Van Nostrand Reinhold, 1992)[12]
- MPEG Video Compression Standard (with William B. Pennebaker, Chad Fogg, and Didier J. LeGall, Chapman and Hall, 1997)[13]
- Dr. Joan's Mentoring Book: Straight Talk about Taking Charge of Your Career (with Nancy Walker-Mitchell, 2007)[1][10]